# Caprivi Liberation Army
La Caprivi Liberation Army (CLA, « armée de libération de la Caprivi ») est un groupe rebelle séparatiste namibien créé en 1994 afin d'obtenir l'indépendance de la bande de Caprivi, région habitée principalement par les lozis. Il n'opère que dans la bande.

## Contexte
La bande de Caprivi est localisée à l'extrémité nord-est de la Namibie. Cette fine bande de terre s'étend sur 450 km de long entre le Botswana au sud, l'Angola et la Zambie au nord et la Kavango à l'ouest. Lors du partage de l'Afrique, à travers le traité Heligoland-Zanzibar, la Grande-Bretagne cède le territoire à l'Allemagne afin que celle-ci puisse accéder au Zambèze et ainsi de pouvoir communiquer avec son autre colonie africaine : l'Afrique orientale allemande.
La bande de Caprivi a donc une importance stratégique. Elle a été utilisée à de nombreuses reprises par des forces armées pour accéder aux territoires voisins. Par exemple lors de la guerre du Bush de Rhodésie du Sud, entre 1970 et 1979, par les forces sud africaines. Elle sert également de champs de bataille entre le congrès national africain  et l'South-West African People's Organisation d'un côté et le gouvernement d'Afrique du Sud allié UNITA de l'autre lors de la guerre civile angolaise.

## Formation et activités du CLA
Le front est créé en février 1994. C'est un groupe séparatiste qui veut rassembler tous les Lozis de la région et dans les pays alentour dans la même entité politique. Depuis 1998, il est mené par Mishake Muyongo, qui a été expulsé de l'Alliance démocratique de la Turnhalle (DTA) pour avoir apporté son soutien au mouvement de sécession de sa région natale.
En août 1999, le CLA lance des attaques surprises contre les commissariats de police et les postes militaires de Katima Mulilo. Le gouvernement namibien réagit en imposant l'état d'urgence dans la partie est de la bande avant de vaincre les rebelles. 14 d'entre eux sont décédés, environ 200 ont été arrêtés puis emprisonnés. En 2012, la plupart sont encore en prison en attendant leurs jugements.
La dernière action militaire réalisée par le groupe a lieu en septembre 1999, embuscades dans laquelle 3 membres sont abattus. Le meneur Muyongo a pris l'exil au Danemark